# Vytautas Kernagis (polityk)
Vytautas Kernagis (ur. 20 sierpnia 1976 w Wilnie) – litewski polityk i przedsiębiorca, poseł na Sejm Republiki Litewskiej.

## Życiorys
Syn Vytautasa Kernagisa, litewskiego pieśniarza i autora tekstów. Kształcił się w zakresie elektroniki i informatyki m.in. w Kolegium Wileńskim. Studiował również na prywatnym Uniwersytecie Zarządzania i Ekonomii ISM. Pracował na dyrektorskich stanowiskach w spółkach prawa handlowego i w dziale IT stacji telewizyjnej 5 kanalas. W 2008 założył Vytauto Kernagio fondas, fundację zajmującą się promocją dorobku twórczego jego ojca, wspieraniem inicjatyw twórczych i działalnością charytatywną.
W 2015 dołączył do Związku Ojczyzny. W wyborach w 2016 z ramienia konserwatystów został wybrany do Sejmu Republiki Litewskiej. Z powodzeniem ubiegał się o reelekcję w 2020 i 2024.